# Scytalidium hyalinum
Scytalidium hyalinum är en svampart som beskrevs av C.K. Campb. & J.L. Mulder 1977. Scytalidium hyalinum ingår i släktet Scytalidium, ordningen disksvampar, klassen Leotiomycetes, divisionen sporsäcksvampar och riket svampar.   Inga underarter finns listade i Catalogue of Life.